# 李肇南 (同治進士)
李肇南，云南鎮雄州人，清朝政治人物。同治十年辛未科進士，官至宣化知府。光緒二十六年庚子事變後，慈禧太后、光緒帝西逃途中經過宣化，李肇南献千金。刚毅傲慢，肇南忍讓，隨後趁谒見慈禧太后的時候稟告剛毅误国，包庇乱民，其罪最大。慈禧不悦，肇南終被罷官。